# 北緯50度線
北緯50度線（ほくい50どせん）は、地球の赤道面より北に地理緯度にして50度の角度を成す緯線。ヨーロッパ、アジア、太平洋、北アメリカ、大西洋を通過する。この緯度の下では、夏至点時の可照時間は16時間22分で、冬至点時は8時間4分である。
北緯30度線と北緯50度線に囲まれた地域はワイン用のブドウ栽培に適しているため、ワインベルトとも呼ばれている。

## 通過する地域一覧
北緯50度線は、本初子午線から東に向かって以下の場所を通っている。
| 地理座標                                               | 国土・領土・領海   | 備考 |
| ------------------------------------------------------ | ------------------ | --- |
| 北緯50度0分 東経0度0分 / 北緯50.000度 東経0.000度      | イギリス海峡       | |
| 北緯50度0分 東経1度15分 / 北緯50.000度 東経1.250度     | フランス           | オート＝ノルマンディー地域圏（約20km） ピカルディ地域圏（アミアンの北を通過する） ノール＝パ・ド・カレー地域圏（約13km）                                                                                   |
| 北緯50度0分 東経4度10分 / 北緯50.000度 東経4.167度     | ベルギー           | ワロン地域 |
| 北緯50度0分 東経4度40分 / 北緯50.000度 東経4.667度     | フランス           | シャンパーニュ＝アルデンヌ地域圏（約10km） |
| 北緯50度0分 東経4度49分 / 北緯50.000度 東経4.817度     | ベルギー           | ワロン地域 |
| 北緯50度0分 東経5度49分 / 北緯50.000度 東経5.817度     | ルクセンブルク     | ディーキルヒ広域行政区 |
| 北緯50度0分 東経6度9分 / 北緯50.000度 東経6.150度      | ドイツ             | ラインラント＝プファルツ州 ヘッセン州 ラインラント＝プファルツ州（マインツの中心を通る） ヘッセン州（フランクフルトの南を通り、フランクフルト空港の滑走路を横断する） バイエルン州（バイロイトの北を通る） |
| 北緯50度0分 東経12度26分 / 北緯50.000度 東経12.433度   | チェコ             | プラハの南部を通る |
| 北緯50度0分 東経17度49分 / 北緯50.000度 東経17.817度   | ポーランド         | 約11km |
| 北緯50度0分 東経17度58分 / 北緯50.000度 東経17.967度   | チェコ             | 約10km |
| 北緯50度0分 東経18度7分 / 北緯50.000度 東経18.117度    | ポーランド         | クラクフとジェシュフの南を通る |
| 北緯50度0分 東経23度10分 / 北緯50.000度 東経23.167度   | ウクライナ         | リヴィウ州（リヴィウの北を通る） テルノーピリ州 フメリニツキー州 ジトーミル州 キエフ州 チェルカースィ州 ポルタヴァ州 ハルキウ州（ハルキウを通る）                                                          |
| 北緯50度0分 東経37度57分 / 北緯50.000度 東経37.950度   | ロシア             | ベルゴロド州（約18km） |
| 北緯50度0分 東経38度12分 / 北緯50.000度 東経38.200度   | ウクライナ         | ルハーンシク州（約12km） |
| 北緯50度0分 東経38度22分 / 北緯50.000度 東経38.367度   | ロシア             | ベルゴロド州 ヴォロネジ州 ロストフ州 ヴォルゴグラード州 |
| 北緯50度0分 東経47度15分 / 北緯50.000度 東経47.250度   | カザフスタン       | 西カザフスタン州 |
| 北緯50度0分 東経48度8分 / 北緯50.000度 東経48.133度    | ロシア             | サラトフ州 |
| 北緯50度0分 東経48度51分 / 北緯50.000度 東経48.850度   | カザフスタン       | 西カザフスタン州 アクトベ州 コスタナイ州 カラガンダ州（カラガンダの北を通る） 東カザフスタン州（オスケメンの北を通る）                                                                                     |
| 北緯50度0分 東経85度2分 / 北緯50.000度 東経85.033度    | ロシア             | アルタイ共和国 トゥヴァ共和国 |
| 北緯50度0分 東経89度58分 / 北緯50.000度 東経89.967度   | モンゴル           | ウヴス湖の南側を通る |
| 北緯50度0分 東経95度1分 / 北緯50.000度 東経95.017度    | ロシア             | トゥヴァ共和国 |
| 北緯50度0分 東経95度45分 / 北緯50.000度 東経95.750度   | モンゴル           | 約11km |
| 北緯50度0分 東経95度55分 / 北緯50.000度 東経95.917度   | ロシア             | トゥヴァ共和国（約7km） |
| 北緯50度0分 東経96度2分 / 北緯50.000度 東経96.033度    | モンゴル           | 約11km |
| 北緯50度0分 東経96度10分 / 北緯50.000度 東経96.167度   | ロシア             | トゥヴァ共和国 |
| 北緯50度0分 東経97度55分 / 北緯50.000度 東経97.917度   | モンゴル           | |
| 北緯50度0分 東経107度13分 / 北緯50.000度 東経107.217度 | ロシア             | ブリヤート共和国（約5km） |
| 北緯50度0分 東経107度18分 / 北緯50.000度 東経107.300度 | モンゴル           | 約3km |
| 北緯50度0分 東経107度20分 / 北緯50.000度 東経107.333度 | ロシア             | ブリヤート共和国 ザバイカリエ地方 |
| 北緯50度0分 東経113度34分 / 北緯50.000度 東経113.567度 | モンゴル           | |
| 北緯50度0分 東経115度12分 / 北緯50.000度 東経115.200度 | ロシア             | ザバイカリエ地方 |
| 北緯50度0分 東経116度1分 / 北緯50.000度 東経116.017度  | モンゴル           | |
| 北緯50度0分 東経116度20分 / 北緯50.000度 東経116.333度 | ロシア             | ザバイカリエ地方 |
| 北緯50度0分 東経119度6分 / 北緯50.000度 東経119.100度  | 中華人民共和国     | 内モンゴル自治区 黒竜江省 |
| 北緯50度0分 東経127度29分 / 北緯50.000度 東経127.483度 | ロシア             | アムール州 ハバロフスク地方 |
| 北緯50度0分 東経140度30分 / 北緯50.000度 東経140.500度 | 間宮海峡           | |
| 北緯50度0分 東経142度9分 / 北緯50.000度 東経142.150度  | ロシア             | サハリン州（樺太） （50度線を参照） |
| 北緯50度0分 東経143度59分 / 北緯50.000度 東経143.983度 | オホーツク海       | |
| 北緯50度0分 東経155度23分 / 北緯50.000度 東経155.383度 |                    | 幌筵島（ ロシアが実効支配（サハリン州）） |
| 北緯50度0分 東経155度24分 / 北緯50.000度 東経155.400度 | 太平洋             | |
| 北緯50度0分 西経127度19分 / 北緯50.000度 西経127.317度 | カナダ             | ブリティッシュコロンビア州（バンクーバー島および本土） アルバータ州 サスカチュワン州 マニトバ州（ウィニペグの北を通る） オンタリオ州（ニピゴン湖を通る） ケベック州                                        |
| 北緯50度0分 西経66度54分 / 北緯50.000度 西経66.900度   | セントローレンス湾 | カナダケベック州アンティコスティ島の北を通る |
| 北緯50度0分 西経57度45分 / 北緯50.000度 西経57.750度   | カナダ             | ニューファンドランド・ラブラドール州（ニューファンドランド島） |
| 北緯50度0分 西経56度46分 / 北緯50.000度 西経56.767度   | ホワイト湾         | |
| 北緯50度0分 西経56度21分 / 北緯50.000度 西経56.350度   | カナダ             | ニューファンドランド・ラブラドール州（ニューファンドランド島） |
| 北緯50度0分 西経55度52分 / 北緯50.000度 西経55.867度   | 大西洋             | コンフュージョン湾 |
| 北緯50度0分 西経55度33分 / 北緯50.000度 西経55.550度   | カナダ             | ニューファンドランド・ラブラドール州（ニューファンドランド島） |
| 北緯50度0分 西経55度31分 / 北緯50.000度 西経55.517度   | 大西洋             | イギリスイングランド・シリー諸島の北を通る |
| 北緯50度0分 西経5度16分 / 北緯50.000度 西経5.267度     | イギリス           | イングランド・コーンウォール・リザード半島、約7km |
| 北緯50度0分 西経5度10分 / 北緯50.000度 西経5.167度     | イギリス海峡       | |

## 樺太
1905年から1945年まで、北緯50度線は大日本帝国樺太庁とソビエト連邦サハリン州との間の国境となっていた。第二次世界大戦終戦後は樺太（サハリン）全土をソビエト連邦（ソ連崩壊後はロシア）が実効支配している。